# Eiri Avion PIK-20
Die PIK-20 ist ein einsitziges Segelflugzeug des studentischen Vereins PIK, das bei Eiri Avion in Serie gefertigt wurde.

## Geschichte
Die PIK-20 wurde von Studenten an der Technischen Universität Helsinki entwickelt. Maßgebliche Konstrukteure waren die Mitglieder der Markku Hiedanpää, Hannu Korhonen sowie Pekka Tammi. Die PIK-20 nutzte Wölbklappen anstelle von Schempp-Hirth-Klappen, um die Geschwindigkeit laut Bauvorschrift im Sturzflug bei voll ausgefahrenen Landehilfen unterhalb von vNE zu halten. Das Flugzeug wurde nach den damaligen Regeln für die Standardklasse ausgelegt, die Wölbklappen erlaubten, wenn sie die einzige Landehilfe waren und nur zur Landung eingesetzt werden konnten.
Ein 1972/1973 entstandener Prototyp hatte am 10. Oktober in Jämijärvi Erstflug. Die Wölbklappen wurden mit einer Kurbel bedient und konnten bis auf 90° gefahren werden. Der Erstflugpilot Raimo Nurminen erreichte mit dem Flugzeug 1974 bei der Weltmeisterschaft in Waikerie (Australien) den 13. Platz in der Standardklasse.
Wenig später wurden die Regeln der Standardklasse erneut geändert, die nun nur noch forderten, dass die Wölbklappen nicht gemeinsam mit den Querrudern bewegt bzw. mit diesen überlagert wurden. Die auftriebserhöhenden bzw. leistungsverbessernden Eigenschaften der Wölbklappen wurden nicht beschränkt. Mit der an diese Regeländerung angepassten PIK-20B wurden im Jahre 1975 sowohl die britischen, amerikanischen und finnischen Nationalmeisterschaften gewonnen als auch 1976 die Weltmeisterschaft durch Ingo Renner und die Plätze 2 und 3.
Als Option wurde die PIK-20B als eines der ersten Segelflugzeuge mit Kohlenstofffaserholmen angeboten, die die Masse der Tragflächen um etwa 30 kg senkten. Der Haubenrahmen ist pneumatisch abgedichtet.
Im Anschluss an die Erfolge der mit Wölbklappen ausgerüsteten Flugzeuge verbot die Internationale Segelflugkommission (IGC) in der Standardklasse alle profilverändernden Auftriebshilfen und schuf die neue 15-m-Klasse (Rennklasse). Für diese Klasse wurde die PIK-20D entworfen. Sie besaß 1:1 überlagerte Wölbklappen und für die Landung nur auf der Oberseite ausfahrende Schempp-Hirth-Klappen. Der Tragflächenholm wurde nun standardmäßig aus Kohlenstofffasern gefertigt und auch an einigen anderen Stellen (Rumpfröhre zur Aufnahme der Biegekräfte des Seitenruders, Cockpitrahmen) wurden Kohlenstofffasern zur Verstärkung eingesetzt.
Leistungsvermessungen ergaben, dass die PIK-20D schlechtere Gleitleistungen aufwies als die PIK-20B. Deshalb wurde einige Konstruktionsänderungen vorgenommen. So wurde die Rumpfnase spitzer und das Höhenleitwerk um einige Zentimeter nach vorn versetzt. Der Grund der Leistungsverschlechterung lag aber in einer vergrößerten Profildicke, vermutlich ausgelöst durch verzogene Formen für die Tragflächen.

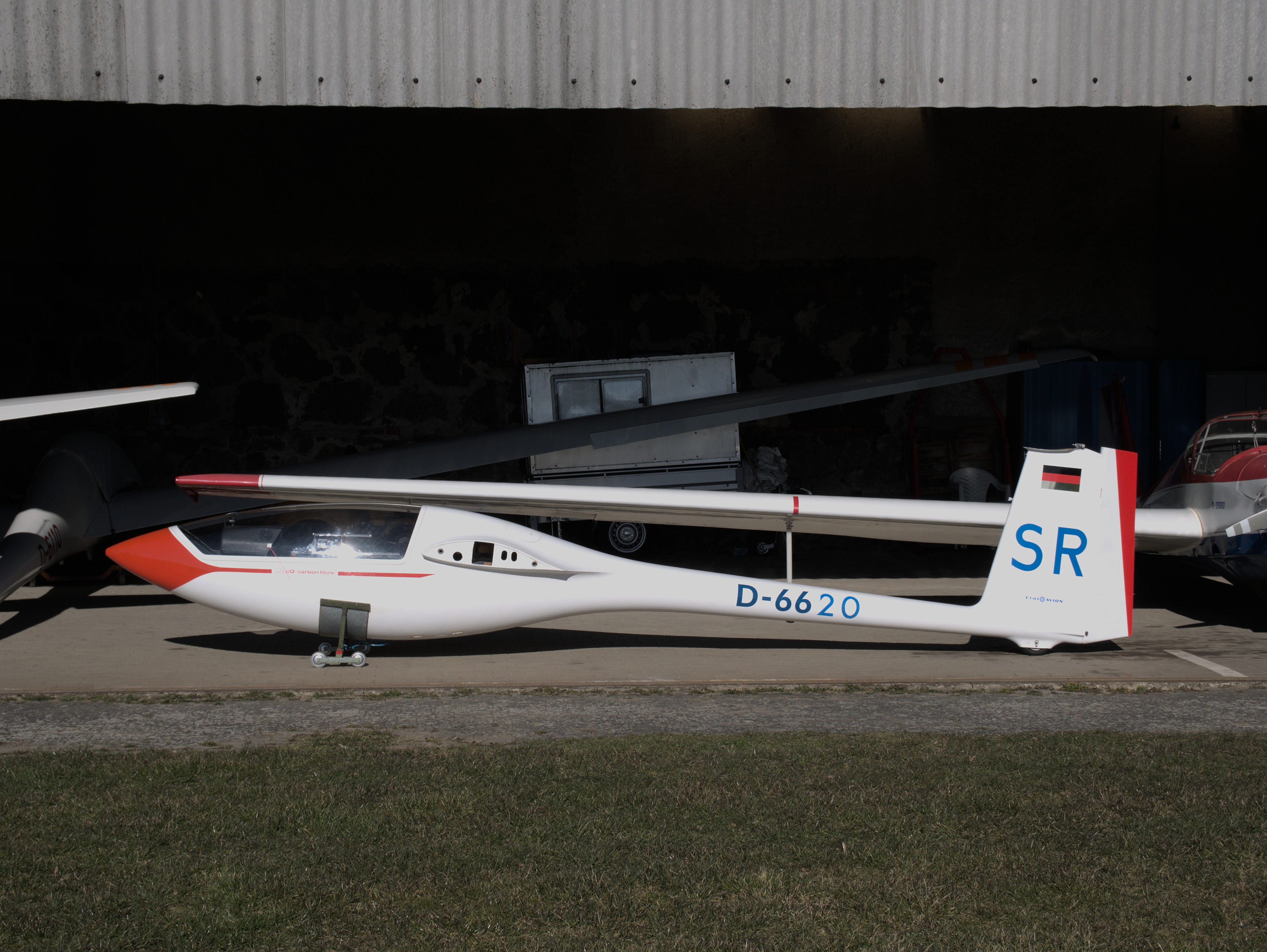
Rumpf der Version D mit nach oben gezogener spitzerer Nase

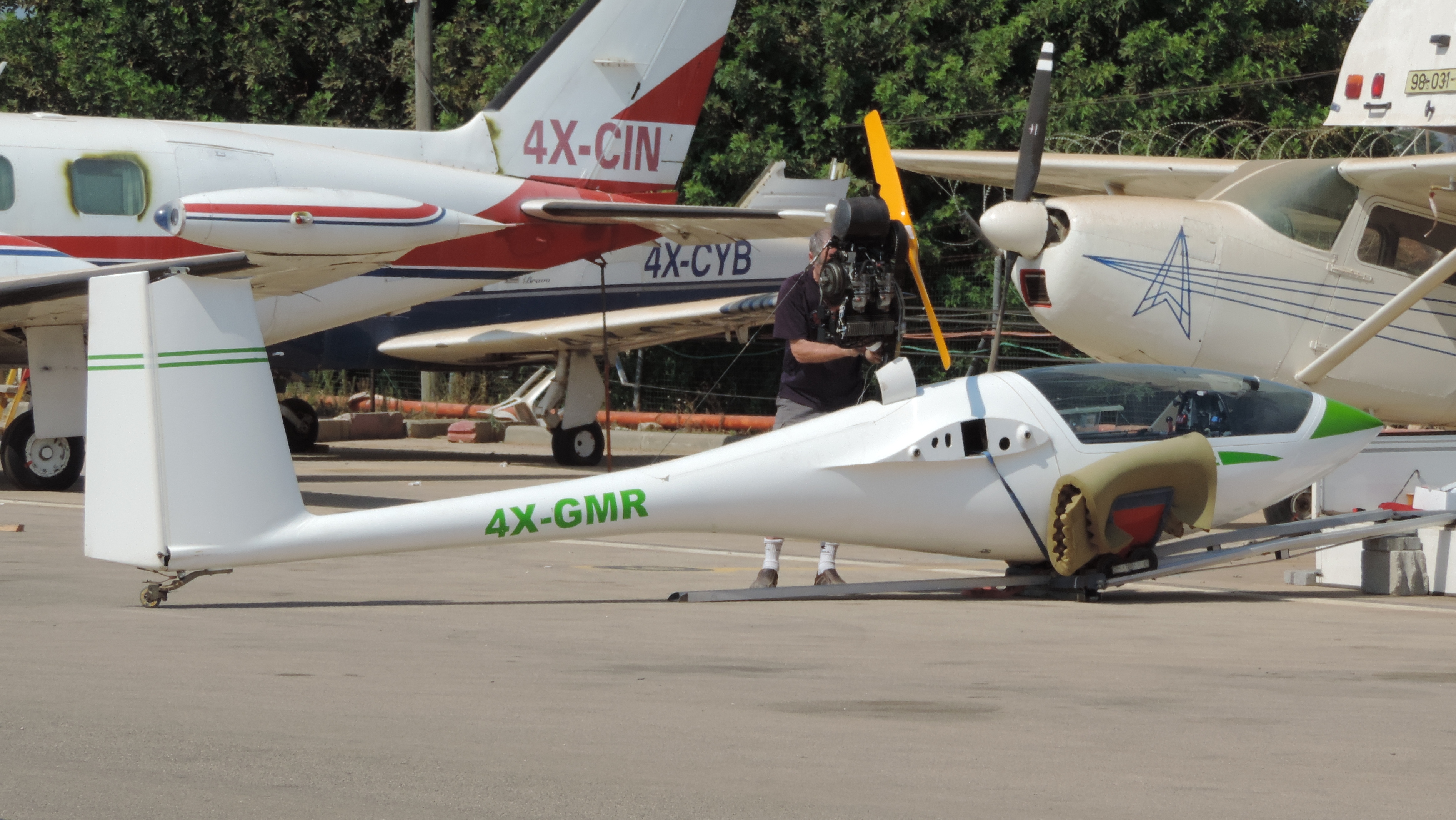
Rumpf einer PIK-20E mit ausgeklapptem Antrieb auf dem Flugplatz Herzliya (Israel)

Jukka Tervamaki integrierte einen Motor in eine PIK-20B und entwickelte so den Prototyp JT6 zur späteren PIK-20E mit einem 43 (50) PS starken Rotax 501/(Rotax 503). Für die PIK-20E wurden verstärkte Tragflächenholme, eine größere Mittelsektion des Rumpfes und aufgrund der Verschiebung des Schwerpunktes nach hinten eine Rückpfeilung der Tragflächen um 2° erforderlich.
Eine Besonderheit der PIK-20 war ihr Herstellungsverfahren: Alle Bauteile wurden aus Epoxidharzen hergestellt, die eine erhöhte Temperaturbeständigkeit aufweisen. Anschließend wurden die Teile in einem Autoklaven getempert. Auch wurde auf das sonst übliche Gelcoat als Lackschicht komplett verzichtet, stattdessen wurden die Teile im Anschluss mit Acryllack lackiert. Durch die erhöhten Temperaturen bei der Temperung kann die PIK-20 auch in anderen Farben als Weiß durchgängig lackiert werden, nämlich Chromgelb (RAL 1007), Blutorange (RAL 2002), Enzianblau (RAL 5010), Gelbgrün (RAL 6018) oder Weißaluminium (RAL 9006).
Die PIK-20D erhielt am 7. Mai 1996 nachträglich in einer „Design Change“ die Kunstflug-Zulassung („Aerobatic Category“) im Bereich von +6,6g bis −4,6g. Erlaubte Kunstflugfiguren sind Trudeln, Turn, Rollen, Looping, Rückenflug, Rückenflugkurven, Fassrollen und Kombinationen daraus (z. B. Immelmann, Kleeblatt, Kubanische Acht etc.). Verbotene Kunstflugfiguren sind ungesteuerte Figuren (gerissene/gestoßene Rollen), Figuren, bei denen das Flugzeug rückwärts fliegt (Männchen, Weibchen), Figuren mit lang anhaltender negativer Belastung (Außenlooping) sowie Rückentrudeln.
Die Flugleistungen einer PIK-20A wurden 1975 beim Idaflieg-Sommertreffen in Aalen-Elchingen vermessen, PIK-20D und PIK-20E folgten 1977 und 1979.
Nach der Insolvenz der Herstellerfirma Eiri Avion wurden die Rechte des Flugzeugtyps von der französischen Firma Issoire Aviation erworben.
Dort wurde ab 1981 das Flugzeug als PIK 20E2 wieder produziert, nach der Vergrößerung der Spannweite auf 17 m dann als PIK 20E2F verkauft.
Schließlich wurden die 17 produzierten PIK20E2F durch Umbenennung zur PIK30.

## Technische Daten
| Kenngröße                     | PIK-20                                      | PIK-20B                                     | PIK-20D                                     | PIK-20E                                                    |
| ----------------------------- | ------------------------------------------- | ------------------------------------------- | ------------------------------------------- | ---------------------------------------------------------- |
| Besatzung                     | 1                                           | 1                                           | 1                                           | 1                                                          |
| Länge                         | 6,43 m                                      | 6,43 m                                      | 6,45 m                                      | 6,53 m                                                     |
| Spannweite                    | 15 m                                        | 15 m                                        | 15 m                                        | 15 m                                                       |
| Höhe                          | 1,34 m                                      | 1,34 m                                      | 1,45 m                                      | 1,47 m                                                     |
| Flügelfläche                  | 10 m²                                       | 10 m²                                       | 10 m²                                       | 10 m²                                                      |
| Flügelstreckung               | 22,5                                        | 22,5                                        | 22,5                                        | 22,5                                                       |
| Profil                        | Wurzel: FX 67-K-170; Randbogen: FX 67-K-150 | Wurzel: FX 67-K-170; Randbogen: FX 67-K-150 | Wurzel: FX 67-K-170; Randbogen: FX 67-K-150 | Wurzel: FX 67-K-170; Randbogen: FX 67-K-150                |
| Geringstes Sinken             | 0,58 m/s (73 km/h) bei 320 kg               | 0,58 m/s (73 km/h) bei 320 kg               | 0,56 m/s (73 km/h) bei 300 kg               | 0,61 m/s (77 km/h) bei 360 kg                              |
| Gleitzahl bei Maximalzuladung | 40,5 bei 100 km/h                           | 41,5 bei 115 km/h                           | 42 bei 103 km/h                             | 41 bei 117 km/h                                            |
| Leermasse                     | 240 kg                                      | 240 kg                                      | 220 kg                                      | 290 kg                                                     |
| Wasserballast                 | 80 kg                                       | 140 kg                                      | 140 kg                                      | 120 kg                                                     |
| max. Startmasse               | 400 kg                                      | 450 kg                                      | 450 kg                                      | 470 kg                                                     |
| max. Flächenbelastung         | 40 kg/m²                                    | 45 kg/m²                                    | 45 kg/m²                                    | 47 kg/m²                                                   |
| vNE (Höchstgeschwindigkeit)   | 262 km/h                                    | 262 km/h                                    | 292 km/h                                    | 285 km/h                                                   |
| vB                            | 242 km/h                                    | 242 km/h                                    | 240 km/h                                    | 215 km/h                                                   |
| vA (Manövergeschwindigkeit)   | 185 km/h                                    | 185 km/h                                    | 190 km/h                                    | 190 km/h                                                   |
| vT (Flugzeugschleppstart)     | 185 km/h                                    | 185 km/h                                    | 190 km/h                                    | 190 km/h                                                   |
| vW (Windenstart)              | 125 km/h                                    | 125 km/h                                    | 125 km/h                                    | 125 km/h                                                   |
| Mindestgeschwindigkeit        |                                             |                                             | 60 km/h                                     | 66 km/h                                                    |
| Lastvielfache                 | +5,3g bis −2,65g                            | +5,3g bis −2,65g                            | +6,6g bis −4,6g                             | +5,3g bis −2,65g                                           |
| Triebwerk                     | –                                           | –                                           | –                                           | Rotax 501, 31,6 kW (43 PS) oder Rotax 503, 37,3 kW (50 PS) |

## Erhaltene Exemplare
Der Prototyp JT6 (Luftfahrzeugkennzeichen OH-520X) der Variante PIK-20E ist im Finnischen Luftfahrtmuseum ausgestellt.